# Lugagnano Val d'Arda
Lugagnano Val d'Arda (Lügagnan in dialetto piacentino) è un comune italiano di 3 977 abitanti della provincia di Piacenza in Emilia-Romagna. È situato lungo il corso del torrente Arda, sul versante settentrionale dell'Appennino ligure. Il paesaggio è caratterizzato dai calanchi argillosi di monte Giogo.

## Geografia fisica

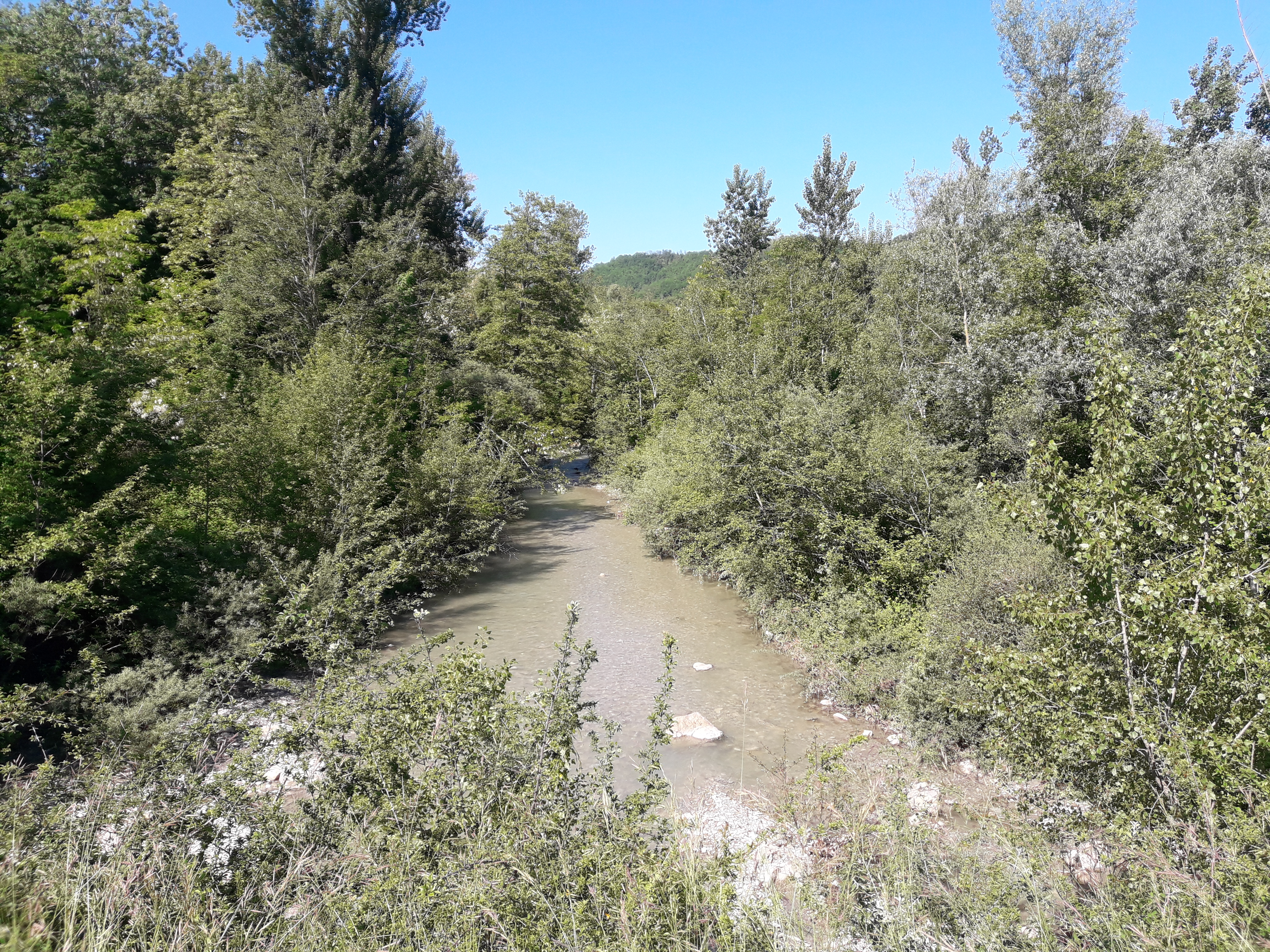
Il torrente Chero nei pressi di Veleia

Il territorio di Lugagnano Val d'Arda si estende sul versante settentrionale dell'Appennino ligure, rientrano nel territorio comunale la val Chero, con l'omonimo torrente che segna il confine comunale ad ovest, la val Chiavenna e la val d'Arda, dove si trova la sede comunale, posta in una posizione decentrata rispetto al territorio. Da sud a nord il territorio comunale scende dalle pendici settentrionali dei monti Moria e Rovinasso fino alle ultime propaggini collinari verso la pianura.
Il territorio comunale ha un'estensione di 54,93 km², il capoluogo è situato ad un'altezza di 229 m s.l.m., sulla riva sinistra del torrente Arda ai piedi del monte Giogo (460 m s.l.m.).
Parte del territorio comunale è compresa nel parco provinciale Monte Moria, area di salvaguardia naturalistica che si estende per circa 1000 ha tra i comuni di Morfasso e Lugagnano gestita da un consorzio e coperta per tre quarti da boschi di castagni, ginestre, faggi, carpini, nocciole e abeti. Il parco è diventato famoso anche per essere stato il set di riprese del telefilm La freccia nera.
Il capoluogo comunale è dominato dai calanchi del monte Giogo, originati dall'erosione di formazioni plioceniche costituite da argille marnose azzurre, calcari e arenarie, che presentano reperti paleontologici appartenenti al Piacenziano (da 3,6 a 2,588 Ma).
Nel 1983, in località Rio Carbonari, nei pressi della frazione di Tabiano, in val Chero, viene ritrovato un cranio fossile di una balenottera, pressoché completo e lungo circa 2 metri, risalente al Piacenziano. Il cranio è conservato al museo geologico G. Cortesi di Castell'Arquato.
Nel 1995 viene istituita la riserva Geologica del Piacenziano che include parte del territorio comunale lugagnanese, poi confluita, nel 2011, nel parco regionale dello Stirone e del Piacenziano.

## Storia
La zona di Lugagnano è abitata sin dall'età della pietra e dall'età del bronzo, mentre nella zona di Veleia sono state rinvenute testimonianze risalenti all'età del ferro. Abitata successivamente da popolazioni celtiche, galliche e liguri, tra cui i Veleiati a cui si deve la fondazione dell'abitato di Veleia, la zona viene, poi, occupata pacificamente dai romani che nel 42 concedono la cittadinanza agli abitanti. Oltre a Veleia, altre proprietà terriere sono menzionate nella Tabula alimentaria traianea: il fundus Pollianus, corrispondente alla località di Polignano, Antoniano, corrispondente alla frazione di Antognano, il pagus Valerius con fundus Virianus, corrispondente alla località di Variano, situata nei pressi di Veleia.
Durante gli ultimi anni della repubblica romana, Veleia conosce un forte sviluppo, divenendo sede di un municipium e capoluogo di una zona medio-appenninica che si estende tra i fiumi Trebbia e Taro. Lo sviluppo della località viene favorito dalla disponibilità di acque termali che la qualificano come luogo di soggiorno. Lo sviluppo del centro avviene, principalmente, in cinque periodi temporali: i primi due durante la tarda repubblica, il terzo nell'epoca augustea, il quarto nella prima metà del I secolo e, infine, l'ultimo di poco successivo. Veleia conosce una decadenza a partire dalla fine del III secolo a causa dei danni prodotti dalle frane a cui la zona è soggetta e della crisi economica generata dalla concentrazione dei terreni nelle mani di grandi proprietari terrieri.
Il più antico documento che cita Lugagnano, scritto nella forma Lucaniano, toponimo derivante dal latino Lucus Anneianus che significa bosco e radura sacra di Anneio o dei Galli anani, antichi abitatori della zona, è un atto dell'884 in cui si citano beni in ipso loco Nebiano aut in Lucanuiiano, aut in finibus Castellana. Una possibile alternativa sull'origine del nome vedrebbe quest'ultimo derivare da Vicus Lucanianus, nome di un fondo rurale di epoca romana appartenuto ad un certo Lucanus.
A partire dall'alto Medioevo, buona parte del territorio è sottomessa all'abbazia di Val Tolla, situata nei pressi di Monastero di Morfasso. Con la decadenza dell'abbazia, nel XII secolo le chiese di Chiavenna Rocchetta, Diolo, Prato Ottesola e del capoluogo diventano tributarie della plebana di Santa Maria Assunta di Castell'Arquato.
Tra il XIII e il XIV secolo il comune di Piacenza estende la sua influenza sino alla zona lugagnanese. Ad esso subentrano, in seguito, prima i Visconti e, poi, gli Sforza, ai quali, nella persona di Guido Ascanio Sforza, viene assegnata la zona da Papa Paolo III nel momento della soppressione dell'abbazia di val Tolla. Entrato a far parte del Ducato di Parma e Piacenza, le sorti della zona iniziano a seguire quelle di Piacenza.
Nel 1743 Lugagnano, così come tutto il territorio piacentino, è annesso al Regno di Sardegna a seguito della stipula del trattato di Worms. Nel 1748, con il trattato di Aquisgrana, Lugagnano e il piacentino ritornano a far parte del Ducato di Parma e Piacenza.
Nel 1747 viene ritrovata in circostanze casuali, in un prato situato di fronte alla chiesa di Sant'Antonino, la tabula alimentaria traianea, iscrizione bronzea risalente all'epoca dell'imperatore Traiano: il ritrovamento innesca l'inizio, nel 1760, degli scavi che hanno permesso la riscoperta del centro di Veleia. Nel 1815 il comune di Macinesso, comprendente anche la zona degli scavi archeologici di Veleia, viene aggregato al comune di Lugagnano.
Nel 1816 il Ducato di Parma e Piacenza viene assegnato a Maria Luigia d'Austria, che, in visita agli scavi di Veleia, avrebbe sostato a Lugagnano nel palazzo Gandolfi, futura sede del municipio.
A seguito dell'unità d'Italia, nel 1862, il comune cambia il proprio nome da Lugagnano a Lugagnano Val d'Arda.
Il 1º maggio 1870, con il regio decreto 5581 del 7 marzo 1870 firmato dal re Vittorio Emanuele II, San Michele e la zona circostante vengono scorporati dal comune di Lugagnano, a seguita di una richiesta pervenuta dalla maggioranza della popolazione residente, per essere aggregati al comune di Morfasso. In seguito all'aggregazione di San Michele a Morfasso sorge una questione tra i comuni di Morfasso e Lugagnano riguardo alla correttezza o meno dell'annessione al comune di Morfasso di alcune porzioni di terreno appartenenti a Macinesso, frazione di Lugagnano; la questione prosegue per circa 4 anni.

### Simboli
Lo stemma e il gonfalone sono stati concessi con DPR del 1º ottobre 1974.
Nello stemma sono riuniti gli emblemi dei principali feudatari di epoca medioevale: gli Sforza di Cotignola (il cotogno tra le branche del leone allude alla località romagnola di cui era originaria la famiglia dei duchi di Milano) e i Gandolfi.
Il gonfalone è un drappo partito di rosso e di azzurro.

## Monumenti e luoghi d'interesse

### Architetture religiose

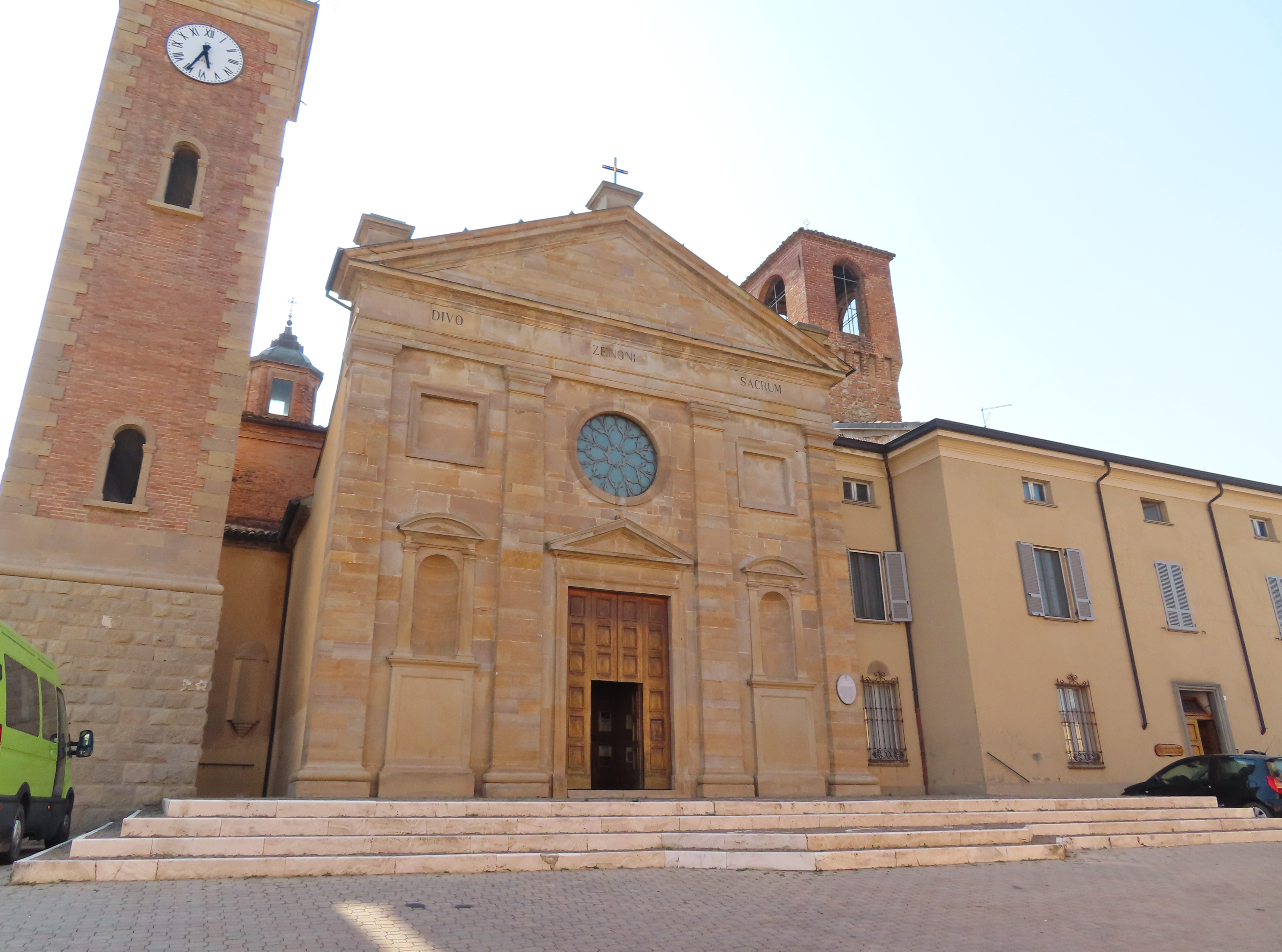
Chiesa di San Zenone

- Chiesa di San Zenone: costruita nel XVI secolo sui resti di una chiesa preesistente risalente al 1219 di cui restano visibili dei blocchi in arenaria situati all'esterno dell'abside, il campanile ed un capitello risalente al duecento riadattato a pietra d'altare all'interno di una delle cappelle. La facciata del tempio è stata, invece, modificata nel corso del XIX secolo. L'interno dell'edificio presenta un'unica navata con statue risalenti all'epoca barocca ed un dipinto di Luigi Crespi risalente al 1748[4].

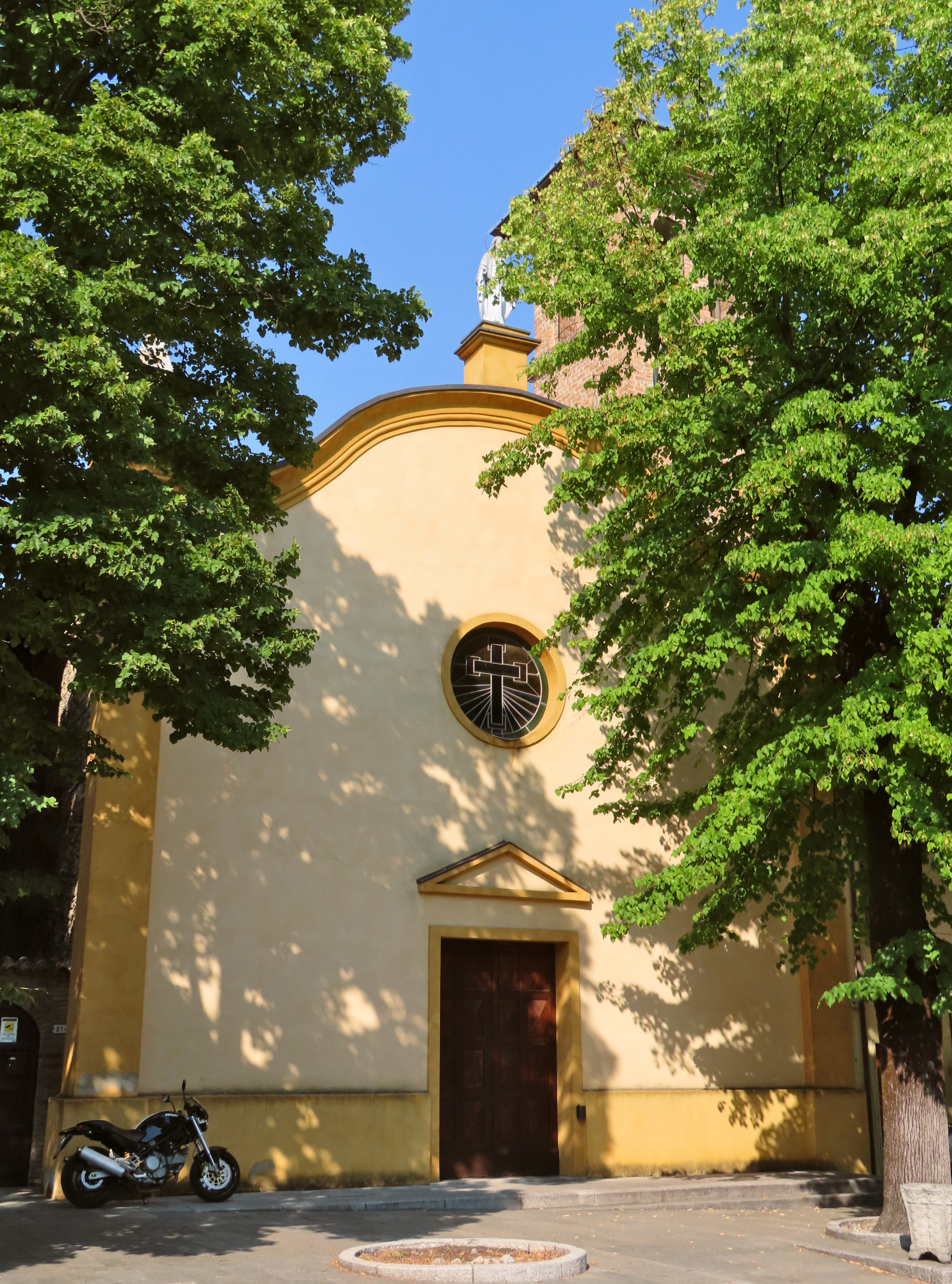
Oratorio della Santissima Annunziata

- Oratorio della Santissima Annunziata: edificio in stile barocco costruito a partire dal 1580 per volere della confraternita del Santissimo Sacramento, venne ampliato tra la fine del Seicento e l'inizio del Settecento. Sconsacrato e riadattato a magazzino durante la prima guerra mondiale, venne riaperto al culto nel 1921. A questo periodo risalgono i dipinti presenti negli ovali laterali, opera del pittore piacentino Emilio Perinetti. L'edificio presenta una facciata a capanna con frontone curvilineo al di sopra del cui centro si trova una statua della Madonna, a cui si affiancano, agli estremi della facciata, due guglie piramidali. All'interno, a cui si accede tramite un portale singolo sormontato da un rosone, l'edificio presenta una pianta basilicale a tre navate caratterizzate da diversa lunghezza: la prima presenta una volta a botte, mentre le altre due sono voltate a crociera[19].
- Oratorio della Madonna del Piano: oratorio costruito a partire dagli ultimi anni del Seicento in un'area in cui, a partire dalla fine del XVI secolo, si era diffusa la venerazione di un dipinto della Madonna presente sulla parete di un mulino, detto del Nigrar. Dal 1662, grazie all'interessamento di Caterina Nicelli, che donò l'area, iniziò la costruzione dell'oratorio, al quale fu aggiunto nel Settecento un porticato anteriore. L'edificio presenta una facciata a capanna e un campaniletto a vela sul lato destro. L'interno si caratterizza per una pianta ad aula a navata unica voltata a padiglione[20].
- Mistadelli: la religiosità popolare e rurale ha portato alla costruzione di cappelle votive principalmente poste lungo gli assi viari della val d'Arda. Tali monumenti, pur non presentando pregi artistici particolari, sono comunque indicativi della concezione religiosa del mondo agricolo, basata principalmente su un rapporto di do ut des.

### Architetture civili

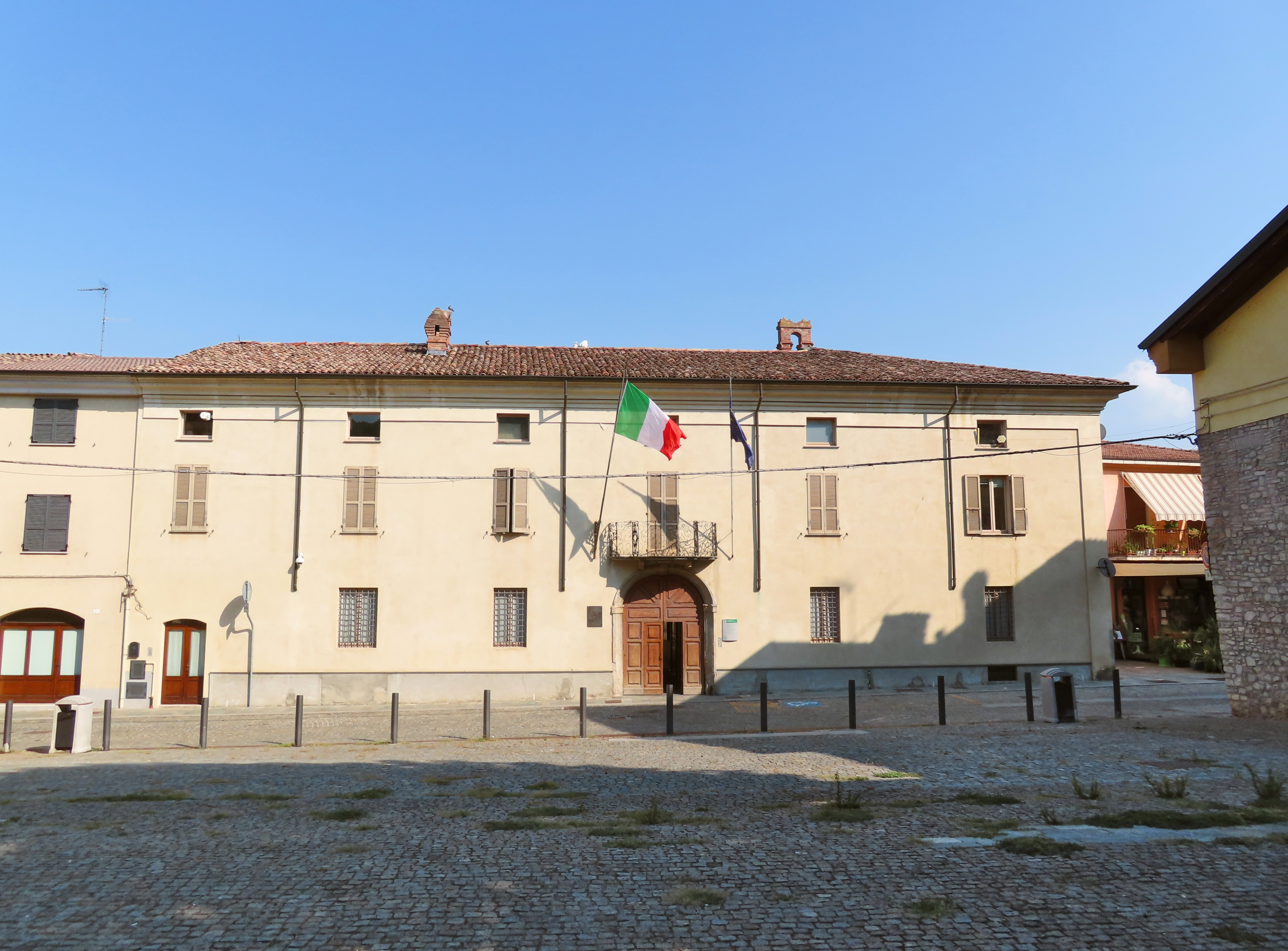
Palazzo Gandolfi

- Palazzo Gandolfi: sede del comune, costruito nel corso del settecento, presenta un balconcino realizzato in ferro battuto, un cortile interno con un doppio loggiato e una scala monumentale[4].

### Architetture militari
- Castello di Prato Ottesola: Situato su un'altura in posizione dominante sulla valle del torrente Chiavenna, il castello presenta elementi risalenti all'anno 1000, una parte medievale con costruzioni antecedenti al XIV secolo e una parte che ha subito la trasformazione in residenza durante il XVIII secolo. L'edificio è stato a lungo di proprietà dei conti Mancassola Pusterla, passando poi alla famiglia Fioruzzi[21].
- Castello di Rustigazzo: Situato nella piazza centrale dell'omonima frazione, venne realizzato tra il duecento e il trecento e fu di proprietà della famiglia Anguissola Scotti. La fortificazione fu, in seguito, trasformata in abitazione privata in seguito all'acquisto da parte della famiglia Villa[22].
- Torre di Montezago: torre medievale in sasso originariamente parte di un più ampio castello, già centro dei nobili piacentini in fuga dalla città nell'XI secolo[23]. Durante la seconda guerra mondiale fu minata dalle truppe tedesche per evitare che fungesse da riferimento ai piloti alleati impegnati nei bombardamenti di Piacenza e Montechino, senza però venire distrutta[24].
- Torricella di Chiavenna Rocchetta: Casa fortificata caratterizzata dalla presenza di una torre angolare e da un fabbricato ad essa collegato con mura a scarpata e rifiniture realizzate in cotto. La sua funzione militare era strettamente legata allo scomparso castello di Chiavenna Rocchetta, già citato in un documento del 1339 e, poi, di proprietà delle famiglie Cattanei, Scotti e Sforza di Santa Flora. Ristrutturata, è stata adibita dall'amministrazione comunale a centro visite della riserva del Piacenziano[25].

### Siti archeologici

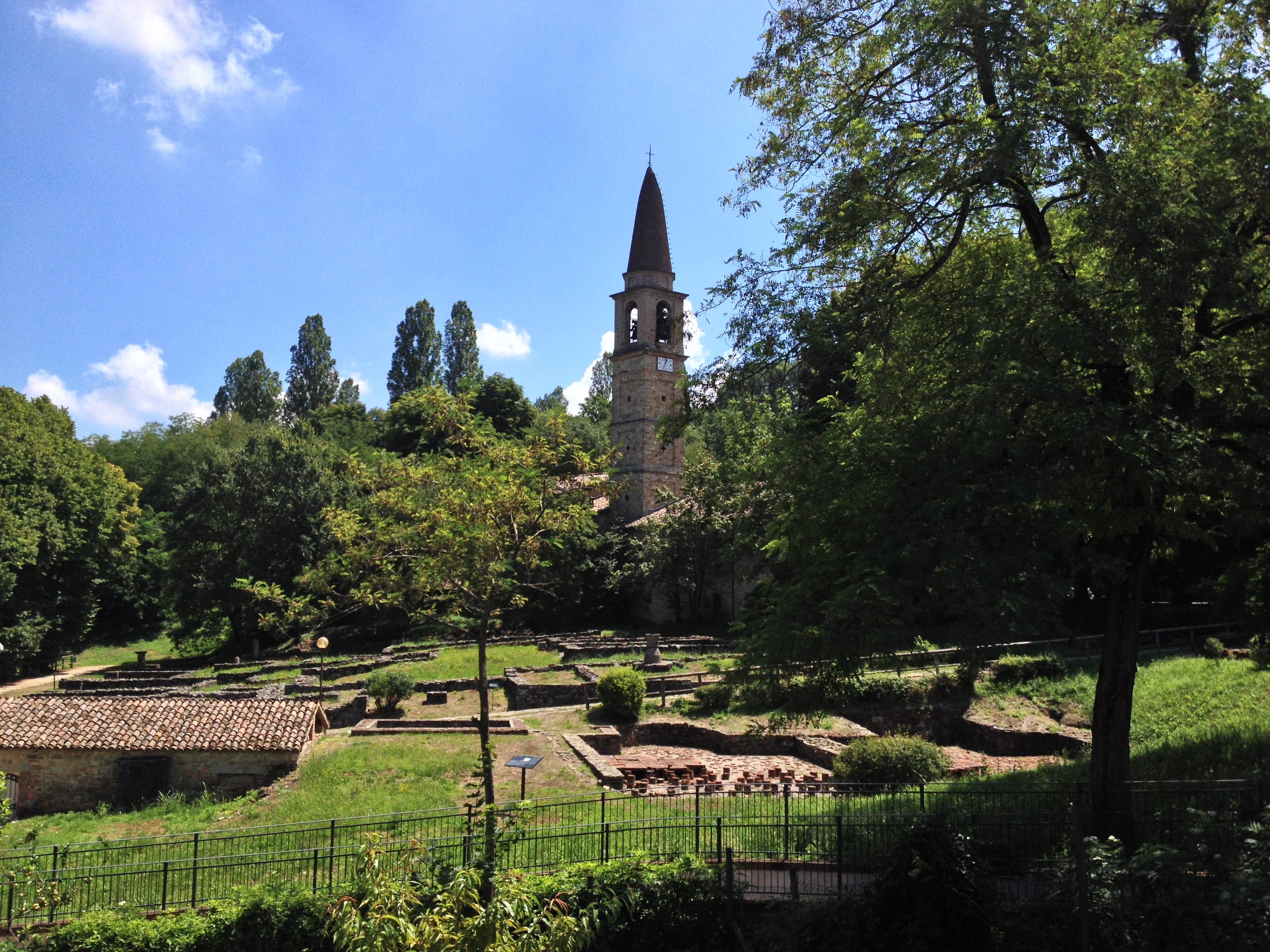
Gli scavi archeologici di Veleia

- Scavi archeologici di Veleia: Nella frazione di Veleia, a seguito del ritrovamento, nel 1747, della tabula alimentaria traianea si sono sviluppati, grazie principalmente a Filippo I di Parma, gli scavi che hanno riportato alla luce l'antico municipio romano. Sono stati riportati alla luce il foro, circondato da un portico di colonne tuscaniche e da alcuni edifici di carattere pubblico e privato, la basilica, a navata unica, ed alcuni edifici termali. La maggior parte dei reperti sono conservati nel museo archeologico nazionale di Parma; altri, unitamente ad alcune copie dei reperti ospitati a Parma, si trovano nell'antiquarium, inaugurato nel 1975 all'interno della palazzina che, durante l'Ottocento, aveva ospitato la direzione degli scavi[26].

## Società

### Evoluzione demografica
Abitanti censiti

## Cultura

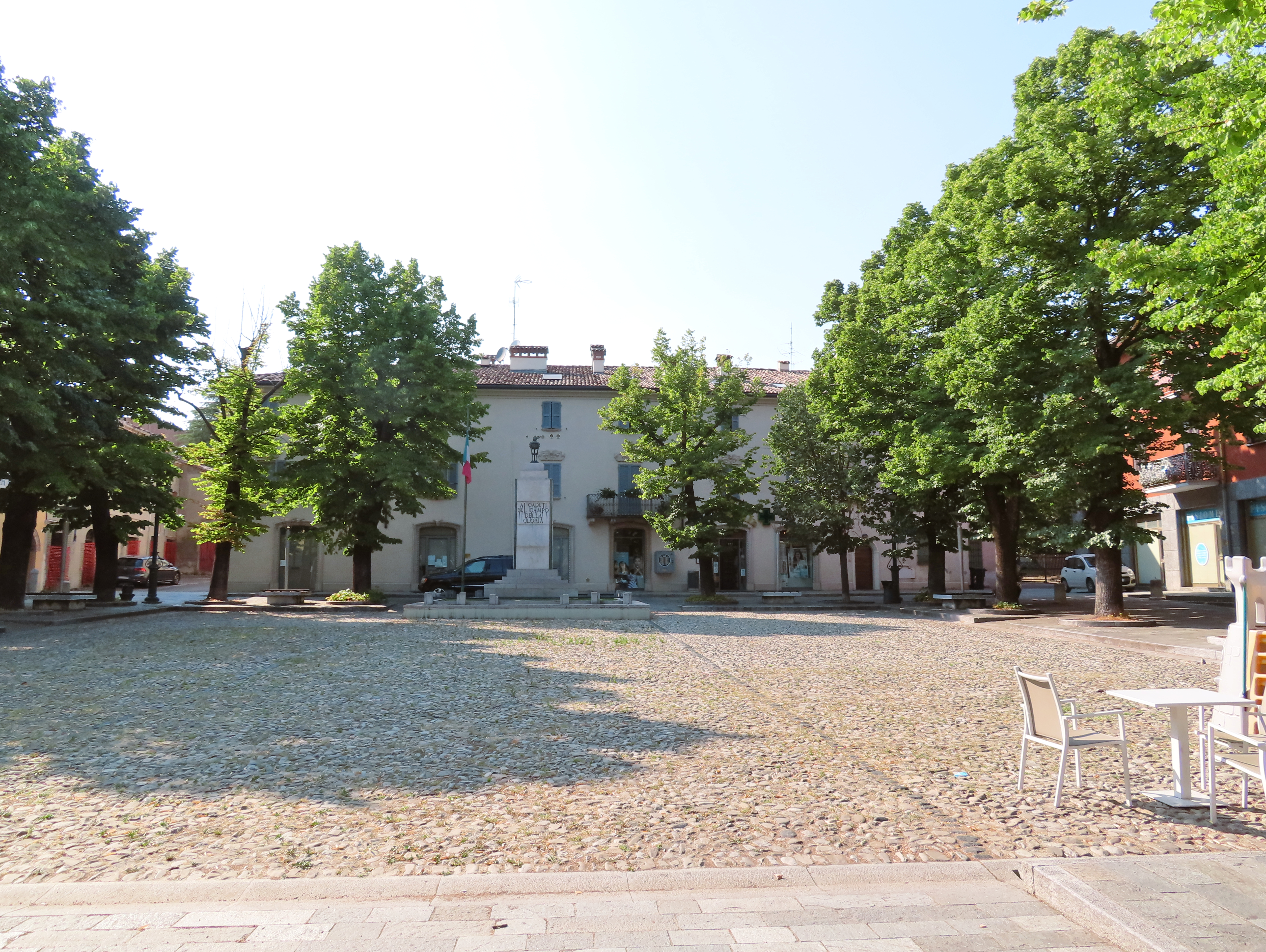
Piazza IV Novembre

### Eventi
- Fiera fredda: manifestazione organizzata a partire dagli anni '50 del XX secolo dalla pro loco di Lugagnano e inizialmente conosciuta come sagra delle castagne e della luganega. L'evento si tiene l'ultimo fine settimana di ottobre e rappresenta la fiera più importante della val d'Arda tra quelle organizzate nella stagione autunnale[28]. La manifestazione si compone di varie iniziative tra cui bancarelle, stand gastronomici, eventi podistici e il tradizionale concorso per le vetrine dei negozi a tema autunnale[29].
- Festa delle ciambelline: sagra organizzata nel mese di maggio dedicata ad una specialità del paese, il classico biscotto rotondo forato, conosciuto con il nome dialettale di buslanèin, la cui produzione trova origine in una ricetta del 1930 elaborata dal panificio Frati[30]. La fiera presenta stand gastronomici, bancarelle, musica, mostra di cavalli e di mezzi agricoli[31].
- Festa dei chisolini: sagra che si svolge nel mese di aprile ed è dedicata al chisolino[32], termine che deriva dall'italianizzazione del dialettale chisulén utilizzato nella val d'Arda.

## Infrastrutture e trasporti
Il territorio lugagnanese è attraversato dalla strada provinciale 4 di Bardi che risale la val d'Arda da Fiorenzuola fino ad immettersi nell'ex strada statale 359 sul confine tra il comune di Vernasca e la provincia di Parma, dalla strada provinciale 21 di Val d'Arda che si dirama dalla raggiungendo Morfasso, dalla strada provinciale 71 di Collerino che collega Lugagnano a Morfasso attraverso la sponda opposta del torrente Arda rispetto alla Sp21, dalla strada provinciale 47 di Antognano che collega il capoluogo comunale con la frazione di Rustigazzo, in val Chero, dalla strada provinciale 23 del parco provinciale che permette di raggiungere il parco provinciale del monte Moria, dalla strada provinciale 63 di Taverne che permette di raggiungere l'omonima frazione morfassina, dalla strada provinciale 14 di Val Chero che risale l'omonima valle fino al passo dei Guselli e dalla strada provinciale 14 bis di Veleia che si dirama dalla precedente raggiungendo la frazione di Veleia con i suoi scavi archeologici per, poi, ricongiungersi ad essa.

### Tranvie
Lugagnano Val d'Arda è stata il capolinea di due tranvie interurbane a vapore:
- quella per Piacenza, aperta nel 1902 e chiusa nel 1933;
- quella per Cremona, aperta nel 1900 e chiusa nel 1923.

Su entrambe le linee era posta un'unica fermata in territorio lugagnanese, a servizio del capoluogo.

## Amministrazione
Di seguito è presentata una tabella relativa alle amministrazioni che si sono succedute in questo comune.
| Periodo        | Periodo        | Primo cittadino       | Partito                             | Carica  | Note   |
| -------------- | -------------- | --------------------- | ----------------------------------- | ------- | ------ |
| 26 giugno 1985 | 7 agosto 1990  | Aldo Lombardelli      | Democrazia Cristiana                | Sindaco | [ 36 ] |
| 7 agosto 1990  | 24 aprile 1995 | Aldo Lombardelli      | Democrazia Cristiana                | Sindaco | [ 36 ] |
| 24 aprile 1995 | 14 giugno 1999 | Antonio Vincini       | Centro-sinistra e liste civiche     | Sindaco | [ 36 ] |
| 14 giugno 1999 | 14 giugno 2004 | Aldo Lombardelli      | Lista civica di centro-destra       | Sindaco | [ 36 ] |
| 14 giugno 2004 | 8 giugno 2009  | Aldo Lombardelli      | Lista civica                        | Sindaco | [ 36 ] |
| 8 giugno 2009  | 26 maggio 2014 | Jonathan Papamarenghi | Centro-destra                       | Sindaco | [ 36 ] |
| 26 maggio 2014 | 27 maggio 2019 | Jonathan Papamarenghi | Lista civica Lugagnano protagonista | Sindaco | [ 36 ] |
| 27 maggio 2019 | 9 giugno 2024  | Antonio Vincini       | Lista civica Noi per Lugagnano      | Sindaco | [ 36 ] |
| 9 giugno 2024  | in carica      | Antonio Vincini       | Lista civica Noi per Lugagnano      | Sindaco | [ 36 ] |

### Altre informazioni amministrative
Fino al suo scioglimento, avvenuto nel 2013, Lugagnano ha fatto parte della comunità Montana valli del Nure e dell'Arda. Dopo lo scioglimento della comunità montana, Lugagnano è diventato parte dal 2015 dell'Unione Alta Val d'Arda, subentrata in tutti i rapporti alla precedente comunità montana, insieme ai comuni di Castell'Arquato, Morfasso e Vernasca.

## Sport
Tra il 1953 e il 1972 Lugagnano è stato parte del percorso della Castell'Arquato-Vernasca gara automobilistica di velocità in salita, disputatasi per 17 edizioni e che vide la partecipazione di alcuni tra i più famosi piloti dell'epoca, tra i quali Andrea De Adamich e Arturo Merzario. Dopo la cancellazione della manifestazione agonistica, a partire dagli anni '90 è iniziata, ad opera del Club Piacentino Auto d'Epoca, l'organizzazione di rievocazioni aperte alle auto d'epoca lungo il percorso originale: dal 1994 si disputa la gara di regolarità Castell'Arquato-Vernasca, mentre dal 1996 si svolge la Vernasca Silver Flag, concorso dinamico di conservazione e restauro per vetture da competizione